# Carbuccia
Pour les articles homonymes, voir Carbuccia (homonymie).
Carbuccia est une commune française située dans la circonscription départementale de la Corse-du-Sud et le territoire de la collectivité de Corse. Elle appartient à l'ancienne piève de Celavo.

## Géographie
La commune de Carbuccia est le premier village rencontré lorsque l’on aborde la haute-vallée de la Gravona, autrefois dénommée « piève de CELAVU ».

### Accès
On y accède depuis Ajaccio par la route Territorial 20 puis par la RD 129 au niveau du pont de Carbuccia, bel ouvrage ancien, en dos d’âne à trois arches. Le village s’étage sur un versant ombreux et boisé de la chaîne du Rinosu, dans un repli formé par les contreforts du mont Cachjoni, qui est le culmen de la commune (1265 m). Son orientation nord-est explique sa richesse en eau et en fait un conservatoire naturel de boisements remarquables et diversifiés.

### Relief
L’ensemble du territoire est montagneux, avec des pentes assez fortes presque partout, entrecoupées de vallons profonds, véritables boyaux à la végétation de forêt galerie dans laquelle s’insinuent des torrents aux eaux claires.
Il y a peu ou pas de plaines, sauf dans les parties basses de la commune qui longent la Gravona.

### Parc naturel régional de Corse
La commune, qui compte environ 300 habitants, a adhéré au parc naturel régional de Corse, dont elle est la « porte d’entrée », dans le cadre de la communauté de communes de la Haute-Vallée de la Gravona, dont elle est aussi le siège.

#### Règne minéral
LE REGNE MINERAL La roche, quoique souvent recouverte d’un épais manteau végétal, affleure et émerge en pitons granitiques abrupts, ou en falaises dentelées refuge des oiseaux de proie et des bandes de chèvres sauvages, comme dans l’impressionnante chaîne de la Falcunaghja.
Mais on remarquera aussi les extraordinaires chaos de roches rouges du Monti Rossu et de Capu Retu, dont les ocres allant du rose au rouge orangé se retrouvent dans les façades de pierre de quelques vieilles maisons du village.

#### Règne végétal
LE REGNE VEGETAL La végétation dominante est caractéristique des forêts méditerranéennes d’ubac, à chêne vert. Sa surexploitation pour en extraire le charbon de bois au XIXe siècle a causé la dégénérescence de la forêt, transformée cependant depuis l’abandon de son exploitation en taillis de chênes et futaies denses de belle venue, fortement mêlés de maquis en formation haute, surtout en montagne. C‘est ainsi que l’on peut apprécier aujourd’hui les traversées de ces maquis dans des chemins creux, sous les arbousiers géants et les bruyères arborescentes, avec leur cortège d’espèces caractéristiques telles que lentisques, filaires, oléastres...
Dans les parties basses, la subéraie, forêt de chênes-lièges, domine un maquis plus sec, accompagné de cistes et de myrtes. Elle est encore parfois parcourue par les feux mais les chênes-lièges, qui ne sont démasclés que tous les sept ans, …résistent généralement et se remettent en végétation quelques semaines à peine après l’incendie. Ainsi, quelques spécimens, véritables arbres géants, se sont-ils maintenus dans ce milieu autrefois cultivé en terres à céréales. Entre 500 et 800 m d’altitude, le châtaignier est planté en vastes forêts ombragées, dont la fraîcheur est particulièrement appréciée en été. Quoique son exploitation soit arrêtée, certains propriétaires sont désireux de relancer sa récolte et l’on commence par endroits à démaquiser le sous-bois qui s’est installé sous ces futaies, permettant de faire réapparaître quelques arbres remarquables, géants multi-séculaires chargés d’une histoire dure et âpre, témoins des difficultés de la vie d’autrefois, quand ils étaient considérés comme les nourriciers de la Corse. Depuis deux ans, une association syndicale libre (ASL) de propriétaires s'est lancée dans une opération de rénovation : une première tranche de 200 à 250 châtaigniers ont été ainsi élagués, clôturés  et démaquisés en vue de leur remise en production. D'autres tranches  sont prévues à partir de 2015.

#### Règne animal
La faune sauvage rencontrée dans les espaces naturels est importante.
Elle va du sanglier, très présent et très chassé en saison, au chat sauvage, plus rare et plus discret encore, sans oublier les rapaces diurnes et nocturnes et toutes sortes d’oiseaux sédentaires ou migrateurs.
À cette faune s’ajoutent porcs et chèvres sauvages, difficiles à différencier des espèces domestiques, avec lesquelles elles frayent sans difficulté. Il n’est pas exceptionnel de rencontrer la tortue de Hermann, (a cuparchjata) espèce rare et protégée.

#### Sentiers
Les itinéraires pour découvrir le patrimoine naturel de la commune sont en cours de restauration. Il s’agit en premier lieu des « stretti », sentiers muletiers de communication entre les villages et la vallée, si étroits et si pentus qu’il n’est pas possible d’y circuler autrement qu’à pied ou à cheval, et qui montrent que le pays ne connaissait pas la charrette jusqu'à l’établissement des premières routes. À Carbuccia, elles n’ont été ouvertes qu’à la fin du XIXe siècle !
Il y a donc la stretta principale, qui relie Aucciani à Carbuccia en traversant de pittoresques sous-bois et le torrent de Fior di Camara, puis au-delà du village, elle plonge vers la vallée, en permettant de découvrir tout le terroir, les maquis, les vestiges divers des exploitations d’autrefois et plusieurs sites préhistoriques. De très belles vues sur la Gravona apparaissent en fin de parcours, ainsi qu’un accès à la rivière, non loin de « a Cupulatta », village de tortues qui se visite et qui doit un jour s’étendre dans ce secteur. La baignade y est possible en été. Il y a dans le même esprit, la stretta qui va de Carbuccia à Peri, en traversant des chênaies vertes et des maquis, sur un itinéraire très antique bordé de murets de pierres sèches. L’ONF y a aménagé un sentier pédagogique qui permet de mieux connaître en plusieurs stations les peuplements et la vie de la forêt. Des sources jalonnent ces parcours et certaines sont agrémentées des sculptures rustiques de Xavier Bettini. Tous les facteurs topo-géographiques qui faisaient la difficulté de la vie pour les anciens habitants de Carbuccia, font aujourd’hui son attrait :
- son site, montagneux et pentu protégé jusqu'à aujourd’hui de l’urbanisation,
- son exposition en ubac favorable à la présence de l’eau et de la végétation, dense et luxuriante,
- son isolement relatif par rapport aux grands axes de circulation traditionnels, garant de calme et de tranquillité alors que malgré cela, et en trente minutes de voiture, la proximité d’Ajaccio s’avère être un atout majeur...

## Urbanisme

### Typologie
Au 1er janvier 2024, Carbuccia est catégorisée commune rurale à habitat dispersé, selon la nouvelle grille communale de densité à sept niveaux définie par l'Insee en 2022.
Elle est située hors unité urbaine. Par ailleurs la commune fait partie de l'aire d'attraction d'Ajaccio, dont elle est une commune de la couronne,. Cette aire, qui regroupe 79 communes, est catégorisée dans les aires de 50 000 à moins de 200 000 habitants,.

### Occupation des sols
L'occupation des sols de la commune, telle qu'elle ressort de la base de données européenne d’occupation biophysique des sols Corine Land Cover (CLC), est marquée par l'importance des forêts et milieux semi-naturels (88,7 % en 2018), néanmoins en diminution par rapport à 1990 (90,5 %). La répartition détaillée en 2018 est la suivante : 
forêts (66,3 %), milieux à végétation arbustive et/ou herbacée (19,9 %), zones agricoles hétérogènes (9,5 %), espaces ouverts, sans ou avec peu de végétation (2,5 %), prairies (1,7 %). L'évolution de l’occupation des sols de la commune et de ses infrastructures peut être observée sur les différentes représentations cartographiques du territoire : la carte de Cassini (XVIIIe siècle), la carte d'état-major (1820-1866) et les cartes ou photos aériennes de l'IGN pour la période actuelle (1950 à aujourd'hui).

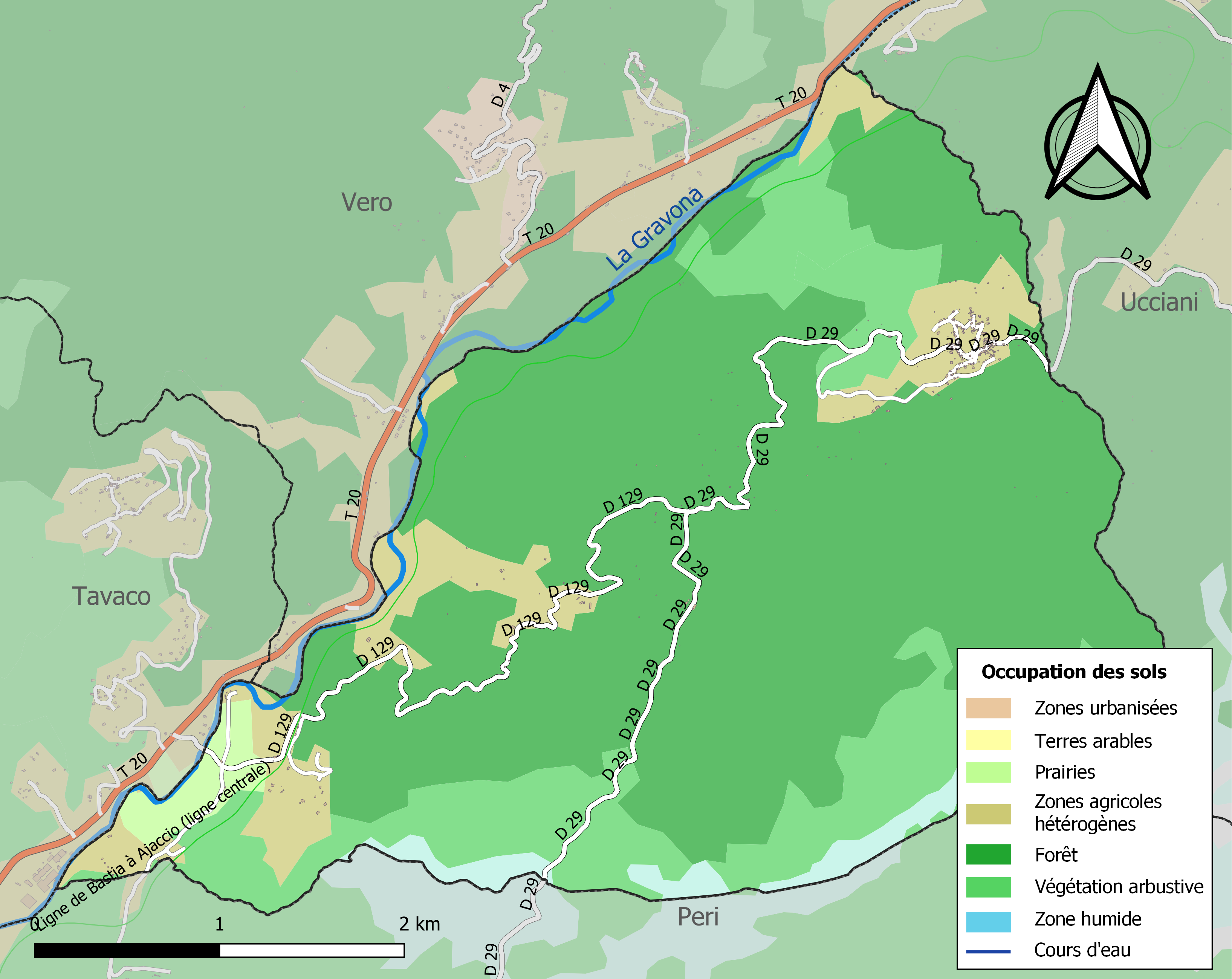
Carte des infrastructures et de l'occupation des sols de la commune en 2018 (CLC).

## Histoire
Son histoire, parsemée de nombreux vestiges médiévaux, remonte à sa fondation légendaire par les descendants du comte UGO COLONNA en l'an mil, mais il ne manque pas de témoignages archéologiques plus anciens, attestant de multiples installations préhistoriques et protohistoriques, sites d’habitat, tombes sous roches ou replis fortifiés, qui parsèment tout le terroir de la commune.

### Patrimoine archéologique
Les sites archéologiques préhistoriques sont nombreux, mais ils ne sont pas fouillés à ce jour, ce qui permet de les découvrir dans un milieu naturel intact. Il s’agit pour la plupart d’aménagements rocheux, accompagnés de petites grottes d’habitat précaire, généralement groupées autour d’un piton, comme le site fortifié de Capu Retu ou d’un point haut en situation dominante, comme au Capazzu ou à la Pitraghja ……ou encore à la Punta a i Grutteddi, tous sites accessibles aujourd’hui sans difficulté à partir des sentiers et qui généralement valent aussi pour les points de vue remarquables qu’il offrent sur les vallées à l’entour. Certains, comme Capu Retu, ont été réutilisés au Moyen Âge comme des refuges contre les envahisseurs, mais les vestiges médiévaux concernent surtout les chapelles et ermitages qui gardaient les chemins et les cols et qui sont en cours de redécouverte aujourd’hui (comme à la Parata) ; et des sites d’habitat ancien comme les ruines du Marchesu où les tombes sous dalles carolingiennes récemment découvertes dans des champs.

## Politique et administration
| Période                                  | Période  | Identité                | Étiquette | Qualité |
| ---------------------------------------- | -------- | ----------------------- | --------- | ------- |
| 2001                                     | 2014     | Paul Giudicelli         |           |         |
| 2014                                     | En cours | Pierre-François Bellini | SE        | Artisan |
| Les données manquantes sont à compléter. |          |                         |           |         |

## Démographie
L'évolution du nombre d'habitants est connue à travers les recensements de la population effectués dans la commune depuis 1800. Pour les communes de moins de 10 000 habitants, une enquête de recensement portant sur toute la population est réalisée tous les cinq ans, les populations de référence des années intermédiaires étant quant à elles estimées par interpolation ou extrapolation. Pour la commune, le premier recensement exhaustif entrant dans le cadre du nouveau dispositif a été réalisé en 2005.

En 2022, la commune comptait 380 habitants, en évolution de −2,31 % par rapport à 2016 (Corse-du-Sud : +7,61 %, France hors Mayotte : +2,11 %).
| 1800 | 1806 | 1821 | 1831 | 1836 | 1841 | 1846 | 1851 | 1856 |
| ---- | ---- | ---- | ---- | ---- | ---- | ---- | ---- | ---- |
| 270  | 303  | 334  | 348  | 377  | 421  | 445  | 468  | 466  |

| 1861 | 1866 | 1872 | 1876 | 1881 | 1886 | 1891 | 1896 | 1901 |
| ---- | ---- | ---- | ---- | ---- | ---- | ---- | ---- | ---- |
| 480  | 471  | 456  | 533  | 542  | 557  | 550  | 614  | 567  |

| 1906 | 1911 | 1921 | 1926 | 1931 | 1936 | 1946 | 1954 | 1962 |
| ---- | ---- | ---- | ---- | ---- | ---- | ---- | ---- | ---- |
| 463  | 511  | 356  | 447  | 571  | 551  | 516  | 507  | 234  |

| 1968 | 1975 | 1982 | 1990 | 1999 | 2005 | 2006 | 2010 | 2015 |
| ---- | ---- | ---- | ---- | ---- | ---- | ---- | ---- | ---- |
| 223  | 199  | 180  | 182  | 254  | 322  | 323  | 333  | 381  |

| 2020 | 2022 | - | - | - | - | - | - | - |
| ---- | ---- | - | - | - | - | - | - | - |
| 375  | 380  | - | - | - | - | - | - | - |

## Culture locale et patrimoine

### Lieux et monuments
- CASTEDDU DE CAPU RETU : vaste ensemble fortifié daté de l'âge du Bronze Ancien I, puis réutilisé pendant l'âge du Fer et le Moyen Âge.
- Sites pré et proto-historiques de PITRAGHJA, CAPAZZU, PETRA A U SANTU, GRUTTEDDI, CAPITEDDI, etc.
- Sites médiévaux nombreux (chapelles disparues SANT'ULAGHJA, SAN CIRVONU, SAN GHJORGHJU, SAN SULVESTRU, etc.) et ancien village du MARCHESU avant l'an mil, tombes carolingiennes de FURCULACCIA, etc.
- Chapelle Sainte-Anne, autrefois église sous le titre de SAN GHJACUMU, datée du XIe siècle, reconstruite en 1653, puis transformée en chapelle à partir de 1884 : bel autel à gradins, statues, pèlerinage le 26 juillet.
- Nouvelle église de Saint-Jacques édifiée en 1884, fête patronale le 25 juillet, en cours de restauration : nombreuses statues, tabernacle ancien, cloche datée de 1599, tableaux, etc.

Chapelle SANT'ANTONI, pèlerinage au 13 juin.
- Sur l'ensemble de la commune, plus de trente aires à battre le blé dallées en pierre, cinq moulins à farine, trois moulins à huile d'olive, cinq fours à tuiles, de nombreux sentiers anciens remis en valeur pour circuler à travers les maquis et les châtaigneraies.
- Arbres remarquables : chênes millénaires dans la montagne, arbousiers gigantesques, châtaigniers multiséculaires, chênes-lièges géants...

### Patrimoine bâti
Le village, c’est d’abord ses maisons, bâtiments de pierres, hélas souvent enduits aujourd’hui, mais dont il reste quelques façades et ensembles de qualité. Du premier emplacement érigé en l’an mil, la tour du PULACCIU, il ne reste que quelques fondations, car le village a été détruit plusieurs fois. Les maisons les plus anciennes aujourd’hui ne remontent guère au-delà du XVe siècle. Elles se situent en contrebas de l’agglomération, non loin de l’ancienne église du XIe siècle, halte sur le chemin corse de Saint-Jacques, auquel elle est dédiée. De cette église, détruite puis reconstruite en 1653, puis démembrée vers 1880, il ne reste que le chœur, transformé en chapelle, aujourd’hui dédiée à sainte Anne, et qui abrite encore un curieux témoignage de l’art baroque de Corse-du-Sud, un autel à baldaquin en stucs de facture locale naïve et dont la restauration « a l’antica » est sérieusement envisagée. C’est maintenant la grande église qui est au centre du village qui lui a succédé depuis 1884.
Elle reprend, outre le titre de l’ancienne église, quelques éléments de son mobilier, parmi lesquels la statue processionnelle de San Ghjacumu, en bois de poirier peint et marouflé, datée du XVIe ou XVIIe siècle, une cloche datée de 1599 et classée Monument Historique,  un très ancien tabernacle en marbres polychromes avec sa porte peinte représentant le Christ expirant, et un autre tabernacle en bois doré du XIXe siècle.
Le chœur, trop hâtivement modernisé en 1964, doit retrouver son splendide autel de stucs, de style baroque tardif, dans un projet de restauration complète qui est à l’étude. On remarque en outre dans cette église les tableaux modernes de Pietri-Corsen et les vitraux resplendissants réalisés par le maître-verrier VanGuy de Tours, ainsi qu’un chemin de croix sur bois. Derrière l’église, on trouve la modeste chapelle votive de Saint-Antoine de Padoue que l’on fête le 13 juin. Le visiteur ne manquera pas d’assister aux fêtes religieuses, qui ponctuent encore ici la vie de tous les jours, en particulier le 25 juillet la Saint-Jacques, fête patronale, suivie le lendemain du pèlerinage champêtre de Sainte Anne, et la Santa Croci en septembre… Les chants religieux traditionnels polyphoniques sont assurés par la confrérie de San Carulu, qui anime également plusieurs processions, dont celle nocturne du Vendredi-Saint.
Loin de toute pression touristique, la beauté poignante de ces cérémonies s’accorde avec le cadre préservé où elles se déroulent. Le village s’articule en plusieurs hameaux, groupés autour des deux fontaines voûtées, dont une récemment restaurée, caractéristiques du XIXe siècle, et accompagnées de lavoirs.
Des chemins empierrés relient les différents quartiers, permettant d’admirer quelques façades de pierre, des vieux fours à pain, et des points de vue sur le village et son cadre paysager, avec en toile de fond le Monti d’Oru (plus de 2300 m d’altitude) et le col de Vizzavona Dès que l’on sort du village, débutent les sentiers anciens, ponctués de calvaires vers lesquels partent encore les processions et bordés de tombes modestes comme celle de l’abbé Damiani en forme d’oratoire, ou de petits cimetières de familles... Ils furent érigés à partir des années 1880, lorsque l’on abandonna le mode de sépulture collective dans l’arca, sorte de caveau voûté qui existe encore près de l’ancienne église.

### Témoins de la vie rurale
Les témoins d’une économie disparue sont partout présents, dans le village, et le long des sentiers. Dans le village, le nombre impressionnant de restanques montre avec quel soin la terre était remontée et bordée de murets pour une exploitation intensive, en jardinage irrigué gravitairement. Au début du XXe siècle, la commune s’était même spécialisée dans la production de fraises, réputées sur le marché d’Ajaccio et de cerises. Il en reste aujourd’hui quelques cerisiers géants aux abords du village. D’autre part, certaines maisons abritent des pressoirs à huile encore complets, qui témoignent d’une exploitation d’oliveraies anciennes aujourd’hui quasiment disparues, hormis quelques vieux oliviers, en sujets isolés, ou en bordure de terrasses dans les anciens jardins…
Mais le cadre paysager qui domine le village est celui de la châtaigneraie, implantée sur les parties hautes et qui borde l’horizon d’une couronne de verdure. Des ruines de séchoirs (caseddi) parsèment la forêt avec, dans le village même, des vestiges des séchoirs intérieurs dans quelques maisons (ziglia), pièces enfumées où les familles se regroupaient autrefois pour la veillée... Les châtaignes, récoltées à l’automne, y étaient séchées au feu de bois puis transportées dans les petits moulins, le long des torrents, pour les transformer en farine. Ces moulins, cinq en tout sur la commune, sont généralement de modestes constructions d’une pièce, dont on peut rencontrer les ruines le long des sentiers, comme le moulin de San Ghjorghju sur la stretta principale, dont on peut encore voir les belles meules de granit poli. Ils étaient également mis en œuvre pour produire la farine de céréales, le blé notamment, planté en abondance sur de multiples terrasses qui parsèment la campagne, comme en témoignent les très nombreuses aires à battre, dallées et bordées de granit, que l’on rencontre partout dans les champs, près des maisonnettes où l’on gardait les bœufs. L’agriculture n’était pas la seule activité des carbucciais : l’élevage prédominait, avec en corollaire, l’enclosure des terrains plantés, ce qui nous vaut aujourd’hui de retrouver partout des murettes de pierre sèche, si caractéristiques. Des forges étaient utilisées pour la fabrication d’armes blanches, très réputées. L’exploitation du bois était, à partir du XIXe siècle, l’apanage de saisonniers italiens, qui fabriquaient des meules de bois pour en extraire le charbon. Leurs emplacements, espaces circulaires de terre battue et calcinée où plus rien ne repousse, se retrouvent encore partout dans le maquis. Le bois de chêne était également utilisé pour alimenter les fours à brique et à tuile. La commune a la chance de posséder quelques filons d’argile et des fours très rustiques ont été retrouvés à proximité. Deux viennent d’être restaurés et peuvent aisément se visiter à partir des sentiers. Dans la châtaigneraie, des scieurs de long italiens produisaient planches et bois d’œuvre. Enfin, l’exploitation du liège, qui se fait encore aujourd’hui artisanalement, apportait un supplément de revenu aux propriétaires récoltants.
Voici plusieurs proverbes qui concernent le village de Carbuccia, proverbes souvent ironiques et moqueurs:
- "Stramunchjati carbuccesi"...ce qui veut dire "maladroits sont les carbucciais "

mais aussi "FIOR DI L'OMU CARBUCCESU" : le carbucciais est la fleur de l'homme, c'est-à-dire tout ce qu'il y a de mieux !
On dit encore "Carbuccia! Carbuccia! a fami s'incuccia !" ce qui signifie que, le village étant autrefois très pauvre, Carbuccia était le repaire de la faim !
- -Dans son recueil intitulé Poesie giocose, Monseigneur de la Foata, évêque d'Ajaccio vers la fin du XIXe siècle écrit, parlant d'un docteur de Carbuccia: "parla in Crusca ma incapuccia, chi è un tuscanu di Carbuccia !":ce qui veut dire pour l'évêque volontiers moqueur que le docteur de Carbuccia essayait à parler un italien "policé", mais que sa façon de parler le trahissait, sans doute employait-il dans son « italien » des tournures idiomatiques propres aux parlers du Sud de la Corse : « il parle « à la Crusca » (c'est-à-dire à « la grande », la Crusca était une « académie toscane »), mais il trébuche, car ce n'est qu'un toscan de Carbuccia »...c'est-à-dire que ce n'est pas un toscan donc, mais un corse carbucciais... Il faut comprendre cette ironie par le fait que certains Corses essayaient de se montrer plus instruits que les autres en employant ostensiblement l'italien (le toscan) dans le langage courant au lieu de leur parler propre, mais visiblement certains n'y parvenaient pas tout à fait ! Dans le cas présent il s'agirait du docteur F.O. qui avait fait ses études à Pise vers 1845. On dit qu'il s'essayait à la poésie car il avait remis à Mgr de la Foata (homme de grande culture, fin lettré et poète très connu en Corse) une pièce de vers en lui disant (croyant naïvement impressionner son interlocuteur) : « Je l'ai écrite en toscan... ». L'évêque, après une brève lecture, lui aurait répliqué ironiquement: « Oui, c'est du toscan de Carbuccia ... ». Selon toute vraisemblance, il s'agirait en réalité du docteur Carbuccia exerçant, à cette époque, à Peri et qui effectivement avait fait la première partie de ses études à Pise.

On a connu la même chose plus tard avec le français... mais ce mimétisme linguistique était aussi courant dans toutes les contrées qui avaient un parler propre  contrebalancé par une langue dominante, qui tendait à devenir le "modèle du bien-parler" pour ceux qui voulaient démontrer leur élévation sociale.

### Personnalités liées à la commune
- Jean-Luc-Sébastien de Carbuccia, général ;
- Jacques Antonetti, magistrat ;
- Alfred d'Amore, avocat ;
- Pierre Poggioli, figure nationaliste, auteur